# Methylorange
Methylorange er en pH-indikator, som har et omslagspunkt ved pH-værdien 3,3-4,4. Dette er en svag syre, som benyttes til at finde ækvivalenspunktet.
- Wikimedia Commons har flere filer relateret til Methylorange

| Kemi | Spire Denne artikel om kemi er en spire som bør udbygges. Du er velkommen til at hjælpe Wikipedia ved at udvide den. |